# والتر اسکات
سِر والتر اسکات (به انگلیسی: Sir Walter Scott) (زاده ۱۵ اوت ۱۷۷۱ - درگذشته ۲۱ سپتامبر ۱۸۳۲ میلادی)، رمان‌نویس، شاعر، تاریخ‌دان و زندگی‌نامه‌نویس اسکاتلندی است که او را اغلب ابداع‌کننده یا پدر رمان تاریخی می‌دانند، از آنجایی که وی قالبی را برای این سبک از ادبیات داستانی به‌کار بست که تا امروز از آن پیروی شده‌است. اشعار و رمان‌های معروف به ویورلی او، به بازگویی وقایع مهیج مربوط به تاریخ موطنش می‌پردازند و دیگر رمان‌های وی به بریتانیا و فرانسهٔ دوران قرون وسطی برمی‌گردند که شخصیت‌های آن را شاهان، شهبانوها، مردان سیاسی، مزرعه‌داران، گدایان و راهزنان تشکیل می‌دهند.
اسکات از برجسته‌ترین چهره‌های رمانتیسم بریتانیا محسوب می‌شود که آثارش هنوز از استقبال بالایی برخوردار است. از آثار معروفش به آیوانهو، راب روی، بانوی دریاچه و ویورلی می‌توان اشاره کرد.